# Beaufort-en-Anjou
Beaufort-en-Anjou é uma comuna francesa na região administrativa da Pays de la Loire, no departamento de Maine-et-Loire. Estende-se por uma área de 42,04 km². Em 2010 a comuna tinha 7 365 habitantes (densidade: 175,2 hab./km²).
Foi estabelecida em 1 de janeiro de 2016 e consiste das antigas comunas de Beaufort-en-Vallée e Gée.